# Magyarok Világszövetsége
A Magyarok Világszövetsége (MVSZ) magyar nemzeti szervezet, amelynek feladata a világ magyarságának összefogása, értékeinek, kultúrájának őrzése és ápolása. 

## Története
1938-ban, a Felvidék visszacsatolása, az Eucharisztikus világkongresszus évében alapították a Magyarok II. Világkongresszusán, kezdeti célkitűzése szerint azért, hogy támogassanak „minden olyan munkát, amely arra irányul, hogy a külföldön élő magyarok között a magyar nyelvet és kultúrát megőrizze és fejlessze, az összetartást ápolja az óhaza és a külföldi magyarság között, a kapcsolatokat erősbítse, a külföldi magyarok életét és a külföldön elért eredményeit állandóan figyelemmel kísérje”. A két világháború között főleg a jobboldali politikai beállítottságú és az egyházhoz hű köröket támogatta.
A második világháború után elveszítette nemzetösszetartó szerepét, főleg a nyugati emigrációval való kapcsolattartás volt a feladata. Ebben az időszakban ennek egyik fő eszköze a Világszövetség külföldre szóló ingyenes lapja, a Magyar Hírek volt. Meghatározó szerepet vitt a lap az 56-os kivándorlók család-egyesítésében, a menekülés közben elszakadt családtagok fölkutatásában. A lap állami ellenőrzésére jellemző, hogy a lap szerkesztősége a Külügyminisztérium épületében volt.
Újjászületése Csoóri Sándor elnökségéhez (1991–2000) köthető. 1992-ben az MVSZ szervezésében került sor a Magyarok III. Világtalálkozójára, ahol Csoóri Sándor javaslatot tett a Duna Televízió létrehozására. A Duna TV 1992. december 24-én megkezdte sugárzását.
2000-ben megválasztott elnöke Patrubány Miklós, aki alatt a szervezet 2004 nyarán népszavazást kezdeményezett a határon túli magyarok számára kedvezményesen megadandó magyar állampolgárság érdekében. A népszavazás 2004. december 5-én az alacsony részvétel miatt érvénytelen volt.
A Trianonról szóló nemzeti konzultáció keretében egy párhuzamos aláírásgyűjtés zajlott 2017 októberétől, amelynek során a kezdeményező Magyarok Világszövetsége és az Országos Trianon Társaság, valamint a mozgalomhoz társult szervezetek és személyiségek azoknak a magyar embereknek az aláírását várták, akiknek fáj Trianon, és akik készek ezen fájdalmukat nyíltan és aláírásukkal megerősítve megvallani, készek a trianoni igazságtalanság ellen cselekedni. Az aláírók tudatni kívánták az EU többi polgárával, hogy az igazságtétel és az anyagi-területi kárpótlás elmaradt. A trianoni békeszerződést 1920. június 4-én írták alá pár kivétellel az európai országok képviselői, valamint más földrészek országai.
A Világszövetség székháza hosszú ideig a Bajza utca és Benczúr utca sarkán álló palota volt. Jelenlegi székháza a kisgazda téglajegyekből fölépített egykori kisgazda országos pártközpont, a mai Magyarok Háza (1054 Budapest, Semmelweis utca 1–3.).